# Dendrobium levatii
Dendrobium levatii är en orkidéart som beskrevs av Friedrich Fritz Wilhelm Ludwig Kraenzlin. Dendrobium levatii ingår i släktet Dendrobium, och familjen orkidéer.
Artens utbredningsområde är Vanuatu. Inga underarter finns listade i Catalogue of Life.